# Barbecho (color)
Barbecho es un color marrón pálido que es el color de la arena del suelo en barbecho de los campos agrícolas. 
El barbecho es uno de los más antiguos nombres de color en el idioma inglés. Su primer uso registrado para este fin fue en el año 1000.  También has isdo usado para describir el color de diferentes especies de animales, siendo el caso del Gamo Común (Dama dama)
Este color es tradiciional en la mayor parte de la India y en el sur de África, donde ha sido llamado café ravi.